# 4832 Palinurus
4832 Palinurus è un asteroide troiano di Giove del campo troiano. Scoperto nel 1988, presenta un'orbita caratterizzata da un semiasse maggiore pari a 5,2675909 UA e da un'eccentricità di 0,1397750, inclinata di 19,06070° rispetto all'eclittica.
L'asteroide è dedicato a Palinuro, timoniere di Enea.